# Roggenburg, Basel-Landschaft
Roggenburg (schweizertyska: Roggeburg, franska: Roggenbourg) är en ort och kommun i distriktet Laufen i kantonen Basel-Landschaft, Schweiz. Kommunen har 255 invånare (2023).